# Philipp Petzschner
Philipp Petzschner, né le 24 mars 1984 à Bayreuth, est un joueur de tennis professionnel allemand.

## Carrière
Philipp Petzschner se révèle le 12 octobre 2008 lorsqu'il bat Gaël Monfils en finale du tournoi ATP de Vienne. Alors 125e mondial, Philipp Petzschner, tout en changement de rythme, domine parfaitement son adversaire du jour. Par de grandes accélérations en coup droit décroisé, venant conclure au filet et par de nombreux service-volée, il surclasse le joueur français qui ne peut qu'assister au triomphe de l'Allemand sur un score sans appel : 6-4, 6-4. Lors de ce tournoi, Petzschner avait préalablement éliminé Stanislas Wawrinka, Carlos Moyà et Feliciano López. Il atteint parallèlement la finale en double de ce même tournoi, le même jour. Cette performance viennoise permet à Philipp Petzschner de réaliser un bond au classement ATP, passant de la 125e à la 72e place, intégrant pour la première fois de sa carrière le top 100. Il atteint également la 39e place du classement ATP en double.
En 2010, à Wimbledon, l'Allemand remporte le titre en double aux côtés de Jürgen Melzer, en s'imposant en finale face à la paire Robert Lindstedt-Horia Tecău (6-1, 7-5, 7-5).
En 2011, il remporte l'US Open en double avec Jürgen Melzer face à la paire Mariusz Fyrstenberg-Marcin Matkowski (6-2, 6-2).

## Équipement
- Chaussures : Nike.
- Raquette : Wilson.
- Vêtements : Joma.

## Parcours dans les tournois duGrand Chelem

### En simple
| Année | Open d'Australie | Open d'Australie | Internationaux de France | Internationaux de France | Wimbledon       | Wimbledon       | US Open         | US Open          |
| ----- | ---------------- | ---------------- | ------------------------ | ------------------------ | --------------- | --------------- | --------------- | ---------------- |
| 2007  | —                | —                | —                        | —                        | —               | —               | 2e tour (1/32)  | Tommy Haas       |
| 2008  | —                | —                | —                        | —                        | 2e tour (1/32)  | Mario Ančić     | —               | —                |
| 2009  | 1er tour (1/64)  | Brian Dabul      | 2e tour (1/32)           | F. Verdasco              | 3e tour (1/16)  | Lleyton Hewitt  | 2e tour (1/32)  | J. C. Ferrero    |
| 2010  | 1er tour (1/64)  | Florian Mayer    | 1er tour (1/64)          | Carsten Ball             | 3e tour (1/16)  | Rafael Nadal    | 2e tour (1/32)  | Novak Djokovic   |
| 2011  | 1er tour (1/64)  | J.-W. Tsonga     | 2e tour (1/32)           | Steve Darcis             | 1er tour (1/64) | Robin Söderling | 2e tour (1/32)  | Janko Tipsarević |
| 2012  | 2e tour (1/32)   | Milos Raonic     | 1er tour (1/64)          | Malek Jaziri             | 2e tour (1/32)  | Florian Mayer   | 2e tour (1/32)  | Nicolás Almagro  |
| 2013  | —                | —                | 1er tour (1/64)          | Marin Čilić              | 1er tour (1/64) | M. Przysiężny   | 1er tour (1/64) | Jack Sock        |

N.B. : à droite du résultat se trouve le nom de l'ultime adversaire.

### En double
| Année | Open d'Australie           | Open d'Australie                  | Internationaux de France    | Internationaux de France           | Wimbledon                | Wimbledon                    | US Open                     | US Open                              |
| ----- | -------------------------- | --------------------------------- | --------------------------- | ---------------------------------- | ------------------------ | ---------------------------- | --------------------------- | ------------------------------------ |
| 2006  | —                          | —                                 | 1er tour (1/32) C. Kas      | Lukáš Dlouhý Pavel Vízner          | 2e tour (1/16) O. Rochus | Cyril Suk Robin Vik          | 2e tour (1/16) C. Kas       | Mariusz Fyrstenberg Marcin Matkowski |
| 2007  | 1er tour (1/32) C. Kas     | Lukáš Dlouhý Pavel Vízner         | —                           | —                                  | —                        | —                            | —                           | —                                    |
| 2008  | —                          | —                                 | —                           | —                                  | 1/4 de finale A. Peya    | Jonas Björkman Kevin Ullyett | 1/4 de finale C. Kas        | Bob Bryan Mike Bryan                 |
| 2009  | 2e tour (1/16) A. Peya     | Simone Bolelli Andreas Seppi      | 1er tour (1/32) A. Peya     | Marcel Granollers Santiago Ventura | 2e tour (1/16) A. Peya   | Mahesh Bhupathi Mark Knowles | 1er tour (1/32) C. Kas      | Mahesh Granollers Tommy Robredo      |
| 2010  | 1/8 de finale J. Melzer    | Bob Bryan Mike Bryan              | 1er tour (1/32) J. Melzer   | Mahesh Bhupathi Max Mirnyi         | Victoire J. Melzer       | Robert Lindstedt Horia Tecău | 1er tour (1/32) J. Melzer   | Kevin Anderson Victor Hănescu        |
| 2011  | 1/4 de finale J. Melzer    | Bob Bryan Mike Bryan              | 1er tour (1/32) T. Haas     | Mahesh Bhupathi Leander Paes       | 1/4 de finale J. Melzer  | Bob Bryan Mike Bryan         | Victoire J. Melzer          | Mariusz Fyrstenberg Marcin Matkowski |
| 2012  | 1/8 de finale J. Melzer    | Santiago González Christopher Kas | 1/8 de finale J. Melzer     | Ivan Dodig Marcelo Melo            | 1/2 finale J. Melzer     | Robert Lindstedt Horia Tecău | 2e tour (1/16) J. Melzer    | Jamie Delgado Ken Skupski            |
| 2013  | —                          | —                                 | 1er tour (1/32) Be. Becker  | F. Čermák Michal Mertiňák          | —                        | —                            | 1er tour (1/32) M. Bhupathi | D. Nestor Vasek Pospisil             |
| 2014  | —                          | —                                 | —                           | —                                  | —                        | —                            | —                           | —                                    |
| 2015  | —                          | —                                 | —                           | —                                  | 1/2 finale J. Erlich     | Jamie Murray John Peers      | 1er tour (1/32) J. Melzer   | Jérémy Chardy Łukasz Kubot           |
| 2016  | 1er tour (1/32) A. Peya    | Vasek Pospisil Jack Sock          | —                           | —                                  | —                        | —                            | —                           | —                                    |
| 2017  | 1er tour (1/32) M. Youzhny | Jean-Julien Rojer Horia Tecău     | 1er tour (1/32) A. Peya     | Bob Bryan Mike Bryan               | 2e tour (1/16) A. Peya   | Łukasz Kubot Marcelo Melo    | —                           | —                                    |
| 2018  | —                          | —                                 | 1er tour (1/32) M. Marterer | D. Bracciali Andreas Seppi         | 1/8 de finale Tim Pütz   | Ben McLachlan J.-L. Struff   | 2e tour (1/16) Tim Pütz     | Robin Haase M. Middelkoop            |

N.B. : le nom du partenaire se trouve sous le résultat ; le nom des ultimes adversaires se trouve à droite.

### En double mixte
| Année | Open d'Australie           | Open d'Australie         | Internationaux de France | Internationaux de France | Wimbledon                       | Wimbledon                  | US Open                      | US Open                 |
| ----- | -------------------------- | ------------------------ | ------------------------ | ------------------------ | ------------------------------- | -------------------------- | ---------------------------- | ----------------------- |
| 2009  | —                          | —                        | —                        | —                        | 2e tour (1/16) B.Z. Strýcová    | B. Mattek-Sands Mike Bryan | —                            | —                       |
| 2010  | —                          | —                        | —                        | —                        | 1er tour (1/32) B.Z. Strýcová   | Hsieh Su-wei Bruno Soares  | —                            | —                       |
| 2011  | 2e tour (1/8) S. Arvidsson | M. Kirilenko N. Zimonjić | —                        | —                        | 2e tour (1/16) B.Z. Strýcová    | A. Dulgheru Rajeev Ram     | 1/4 de finale B.Z. Záhlavová | Melanie Oudin Jack Sock |
| 2012  | —                          | —                        | —                        | —                        | 2e tour (1/16) A. Kerber        | Roberta Vinci D. Bracciali | —                            | —                       |
| 2017  | —                          | —                        | —                        | —                        | 2e tour (1/16) Kirsten Flipkens | E. Makarova Max Mirnyi     | —                            | —                       |

N.B. : le nom de la partenaire se trouve sous le résultat ; le nom des ultimes adversaires se trouve à droite.

## Parcours dans lesMasters 1000
| Année | Indian Wells          | Miami                 | Monte-Carlo                 | Rome | Hambourg puis Madrid | Canada                 | Cincinnati           | Madrid puis Shanghai | Paris                 |
| ----- | --------------------- | --------------------- | --------------------------- | ---- | -------------------- | ---------------------- | -------------------- | -------------------- | --------------------- |
| 2005  | —                     | —                     | —                           | —    | 1er tour G. Rusedski | —                      | —                    | —                    | —                     |
| 2006  | —                     | —                     | —                           | —    | —                    | —                      | —                    | —                    | —                     |
| 2007  | —                     | —                     | —                           | —    | —                    | —                      | —                    | —                    | —                     |
| 2008  | —                     | —                     | —                           | —    | —                    | —                      | —                    | —                    | —                     |
| 2009  | —                     | —                     | —                           | —    | —                    | 1/8 de finale R. Nadal | 2e tour T. Berdych   | 1er tour F. Mayer    | 1er tour J. Benneteau |
| 2010  | 2e tour Kohlschreiber | 3e tour R. Söderling  | 1/8 de finale Kohlschreiber | —    | 2e tour G. Monfils   | 1er tour A. Dolgopolov | 1er tour Sam Querrey | —                    | —                     |
| 2011  | 2e tour J. I. Chela   | 3e tour J. Tipsarević | —                           | —    | —                    | 2e tour I. Karlović    | —                    | —                    | —                     |
| 2012  | —                     | —                     | —                           | —    | —                    | —                      | —                    | 1er tour B. Paire    | —                     |
| 2013  | 2e tour K. Nishikori  | —                     | —                           | —    | —                    | —                      | —                    | —                    | —                     |

N.B. : sous le résultat se trouve le nom de l’ultime adversaire.

## Participation auxMasters

### En double
| Année | Ville              | Surface    | Partenaire    | Résultats | Résultat final    |
| ----- | ------------------ | ---------- | ------------- | --------- | ----------------- |
| 2010  | Londres (O2 Arena) | Dur indoor | Jürgen Melzer | 1v, 2d    | Éliminé en poules |
| 2011  | Londres (O2 Arena) | Dur indoor | Jürgen Melzer | 1v, 2d    | Éliminé en poules |

## Classements ATP en fin de saison
| Année          | 2000 | 2001 | 2002 | 2003 | 2004 | 2005 | 2006 | 2007 | 2008 | 2009 | 2010 | 2011 | 2012 | 2013 | 2014 | 2015 | 2016 | 2017 | 2018 |
| Rang en simple | 1247 | 762  | 395  | 327  | 394  | 307  | 307  | 184  | 66   | 80   | 57   | 63   | 116  | 202  | 413  | 752  | 1241 | -    | -    |
| Rang en double | -    | 781  | 301  | 218  | 205  | 118  | 68   | 140  | 41   | 55   | 20   | 10   | 38   | 157  | 184  | 50   | 66   | 71   | 85   |

Source : (en) Classements de Philipp Petzschner sur le site officiel de la Fédération internationale de tennis